# CEE Attorneys
CEE Attorneys s.r.o., advokátní kancelář je mezinárodní advokátní kancelář působící v Evropě a Asii. Byla založena v roce 2015 českou a slovenskou advokátní kanceláří. V následujících letech se tato společnost postupně rozrůstala zejména do střední a východní Evropy. V roce 2019 má své pobočky (kanceláře a navázání spolupráce) ve třinácti světových zemích a specializuje se na více než devět právních oblastí.
Česká pobočka kanceláře se aktivně zapojuje do různých projektů, například již několikátým rokem zasedá její zástupce v porotě programu pro začínající podnikatele.

## Historie
Společnost CEE Attorneys byla založena v roce 2015 na základě úzké spolupráce dvou advokátních kanceláří – česká kancelář Tomíček Legal a slovenská Fox Martens. Ve stejném roce pronikla společnost CEE Attorneys na polský a litevský trh. V Polsku je reprezentována advokáty z kanceláře Szmigiel & Papros a v Litvě z SKW. Rumunská kancelář Boanta, Gidei si Asociatii se připojila v roce 2016 a o rok později mezinárodní tým CEE Attorneys posílil ještě o maďarského partnera Stadler and Bellák. V roce 2018 navázala společnost CEE Attorneys novou spolupráci s místními advokátními kancelářemi v Německu, Indii, Číně, Japonsku a na Ukrajině. Roku 2019 se mezinárodní kancelář ještě rozšířila o bulharskou advokátní kancelář Sazdov & Petrov.

## Pobočky advokátní kanceláře CEE Attorneys
- Bratislava, Slovensko
- Budapešť, Maďarsko
- Bukurešť, Rumunsko
- Praha, Česko
- Riga, Lotyšsko
- Sofie, Bulharsko
- Varšava, Polsko
- Vilnius, Litva
- Záhřeb, Chorvatsko

## Oblastipráva
- Právo obchodních korporací
- Trestní právo
- Fintech & crypto & ICO (Právo informačních a komunikačních technologií ve finančních službách)
- Právo duševního vlastnictví
- Pracovní právo a imigrace
- Soudní spory a arbitráže
- Veřejný sektor
- Nemovitosti
- Daně